# Хрустальный шар (картина)
«Хрустальный шар» (англ. The Crystal Ball) — картина британского художника Джона Уильяма Уотерхауса, написанная в 1902 году. 
Картина выставлялась в Королевской академии в том же 1902 году. Полотно показывает влияние на художника Итальянского Возрождения с вертикальными и горизонтальными линиями, а также кругами, «а не заострёнными арками готики». Находится в частной коллекции.

## Описание
На картине изображена женщина, вглядывающаяся в магический кристалл, позволяя зрителю представить, что она может видеть и думать в этот момент. Её внешний вид как бы показывает чистоту намерений, однако череп, находящийся на заднем плане, символизирует более зловещий оттенок.
Архитектурные элементы на заднем плане комнаты создают впечатление стиля эпохи Возрождения, отличающегося от готического стиля, который был характерен для многих картин того времени. Общие элементы этой работы, которые сохранялись на протяжении всей карьеры художника, включают элегантное платье на стройной брюнетке. Возможно, Уотерхаус несколько раз менял положение женской фигуры, прежде чем прийти к этой предпочтительной позе. 

## История
Один из предыдущих владельцев закрасил изображение черепа, но более поздняя реставрация вернула картине её первоначальный вид. 